# Osteoderm

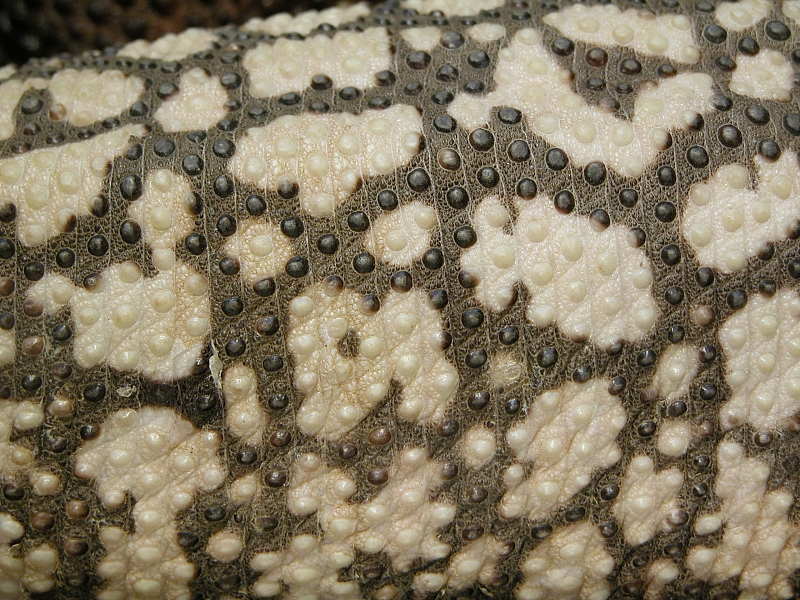
Osteodermen in de huid van een gilamonster (Heloderma suspectum).

Een osteoderm (Oudgrieks: ὀστέον, osteon = bot, δέρμα, derma = huid) is een harde, benige insluiting in de huid onder de vorm van een schub, een plaat of een andere structuur. Osteodermen komen onder andere voor bij gordeldieren, krokodilachtigen, sommige hagedissen en sommige kikkers. Dinosauriërs zoals Ankylosauriërs, Stegosauriërs en Sauropoden, hadden eveneens osteodermen. 